# Kevin Love
Kevin Wesley Love (* 7. September 1988 in Santa Monica, Kalifornien) ist ein US-amerikanischer Basketballspieler, der von 2014 bis 2023 bei den Cleveland Cavaliers in der NBA aktiv war und seitdem bei den Miami Heat spielt. Bei einer Größe von 2,03 Metern wird er hauptsächlich als Power Forward, aber auch als Center eingesetzt.
Love ist fünffacher NBA All-Star, zweifacher All-NBA Teamer und gewann mit den Cavaliers im Jahr 2016 die NBA-Meisterschaft. Mit dem Team USA gewann er außerdem im Jahr 2010 die Weltmeisterschaft und wurde 2012 Olympiasieger bei den Sommerspielen in London.

## Anfänge

### Kindheit
Love wurde als zweites von drei Kindern von Stan und Karen Love in Santa Monica im US-Bundesstaat Kalifornien geboren und zog ein Jahr später mit seinen Eltern nach Portland, Oregon. Sein Vater Stan Love spielte in den 1970er-Jahren als Forward in der NBA bei den Baltimore Bullets und den Los Angeles Lakers. Kevin Love ist ein Neffe des Beach-Boys-Mitglieds Mike Love, der Stans Bruder ist. Seine Tante ist die Harfenistin Maureen Love.
Loves Vater führte ihn schon früh an den Basketballsport heran und zeigte ihm Filmaufnahmen der Los Angeles Lakers zur Zeit von Magic Johnson und Kareem Abdul-Jabbar sowie der Boston Celtics. Andere große Spieler, die er schon im Alter von fünf Jahren per Video zu studieren begann, waren Hakeem Olajuwon, David Robinson, Charles Barkley und Michael Jordan.

### High School
Love ging auf die Lake Oswego High School in Clackamas County in Oregon. Dort war er einer der besten Basketballer seines Jahrgangs. In seiner Karriere an der High School erreichte er 26,8 Punkte und 14,5 Rebounds pro Spiel. Als Schüler der 10. Jahrgangsstufe führt er die Lake Oswego in das Oregon State High School Basketball Championship Game 2005, aber das Team verlor gegen die Jesuit High School 57:53.

### College

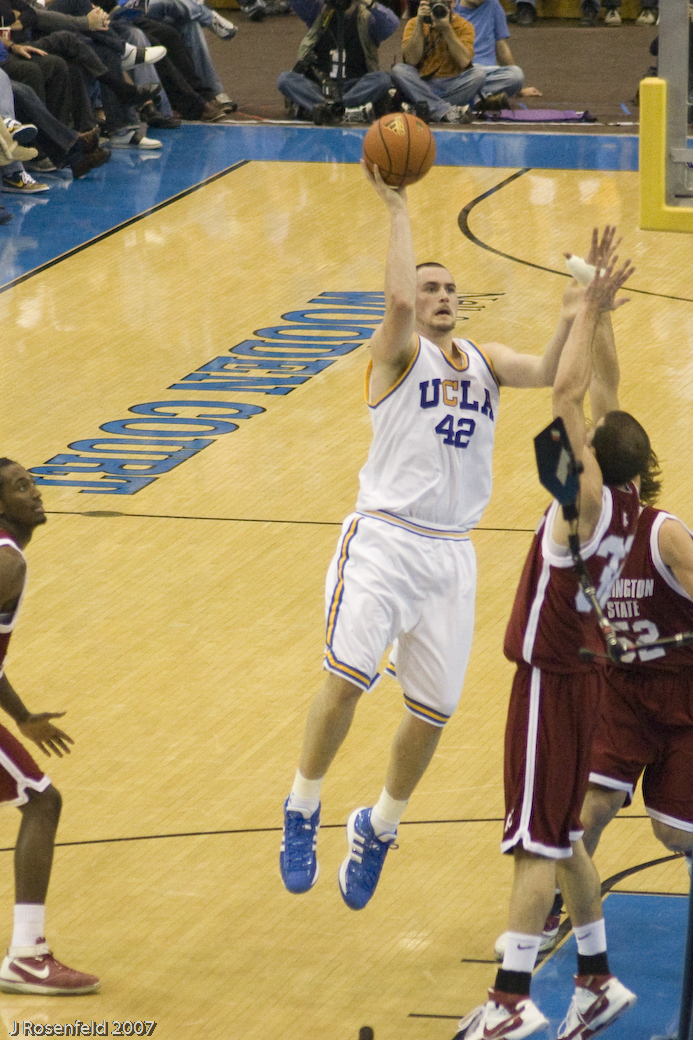
Love als UCLA Spieler (2008)

Im Juli 2006 gab Love bekannt, dass er für die University of California, Los Angeles spielen wird. Am 17. April 2008 informierte er darüber, dass er die UCLA Bruins nach seinem Freshman-Jahr verlassen wird und sich für den NBA-Draft anmelden werde.

## NBA-Karriere

### Minnesota Timberwolves (2008–2014)
Love wurde von Memphis Grizzlies gedraftet und daraufhin in einem 8-Spieler-Deal an die Timberwolves transferiert. In seinem ersten Summer-League-Spiel gegen die Dallas Mavericks brachte es Love auf 18 Punkte und 13 Rebounds und in seinem zweiten Spiel gegen die Los Angeles Lakers gelangen ihm 18 Punkte und 17 Rebounds.
Loves erste Teilnahme an einem NBA-Spiel erfolgte für insgesamt 19 Minuten am 29. Oktober 2008 gegen die Sacramento Kings; dabei konnte er zum 98:96-Sieg der Timberwolves 12 Punkte, 9 Rebounds und zwei Blocks beitragen. Während seiner ersten Saison gelangen ihm durchschnittlich 11,1 Punkte und 9,1 Rebounds. Mit 29 Double-Doubles war er in dieser Statistik zehntbester Spieler 2008/2009 und mit 734 Rebounds bisher bester Rookie des Franchise. Er wurde am Ende der Saison 6ter bei der Wahl des NBA Rookie of the Year Award.
Seine zweite Saison begann mit einer Verletzung in einem Vorbereitungsspiel gegen die Chicago Bulls am 16. Oktober 2009. Er erlitt eine Fraktur in seiner linken Hand, wodurch er die ersten 19 Spiele der Saison verpasste. Love kehrte im Dezember beim Spiel bei den New Orleans Hornets zurück, wo er von der Bank kommend in 24 Minuten 11 Punkte und Rebounds schaffte. Am Ende der Saison standen 14,0 Punkte und 11,1 Rebounds für Love. Trotz der verpassten Einsätze erzielte er mit 36 mehr Double Doubles als in der Vorsaison und war siebtbester Spieler 2009/10 bei diesem Wert. Mit 25 Rebounds schaffte Love in dieser Saison erstmals in seiner NBA-Karriere ein Spiel mit mehr als 20 Rebounds.

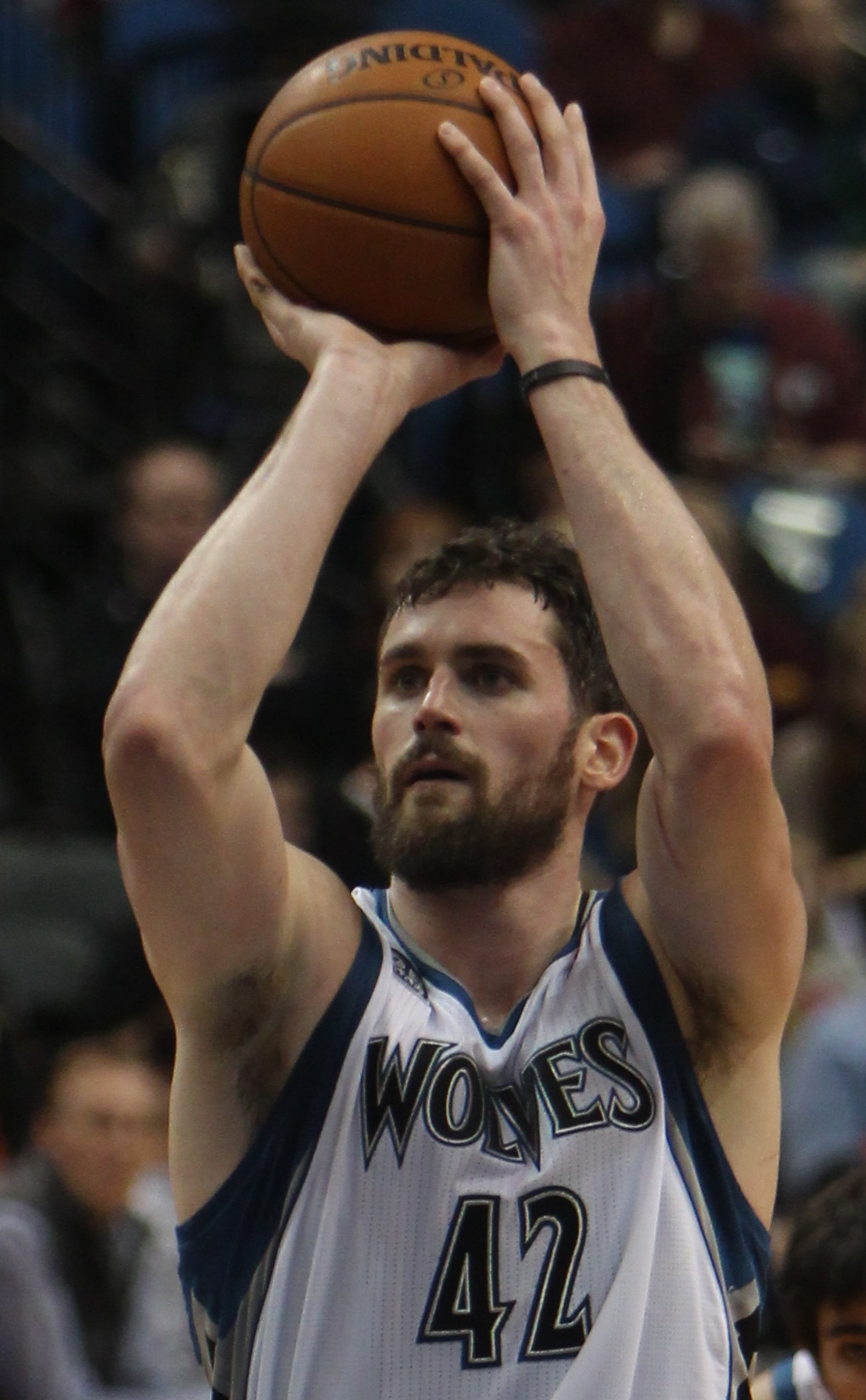
Love bei den Timberwolves (2014)

In der darauf folgenden Saison wurde er zu einem der Topspieler der Liga. Am 12. November 2010 gelangen ihm im Spiel gegen die New York Knicks 31 Punkte, 31 Rebounds und dazu 5 Assists. Dies war das erste NBA-Spiel seit 28 Jahren, in dem ein Spieler ein Double-Double mit mehr als 30 Punkten und Rebounds erzielte. Seine 31 Rebounds sind zudem der höchste Wert, den je ein Spieler der Minnesota Timberwolves in einem NBA-Spiel erreichte. Am 4. Februar 2011 wurde Love als Reserve für den verletzten Yao Ming zum All-Star ernannt. Vier Tage später verbuchte Love sein 38. Double-Double in Folge und brach damit einen bis dahin von Kevin Garnett gehaltenen teaminternen Rekord der Minnesota Timberwolves. Am 27. Februar 2011 erzielte Love 37 Punkte und holte 23 Rebounds gegen die Golden State Warriors. Das war sein viertes 30/20-Spiel der Saison und die höchste Anzahl an Spielen mit diesen Statistiken seit Shaquille O’Neal 1999/00 fünf solche Spiele verzeichnen konnte. Am 7. März 2011 erzielte er in einem Spiel gegen die Dallas Mavericks mit 23 Punkten und 17 Rebounds seinen 51. Double-Double in Serie, womit er den bisherigen Rekord von Moses Malone einstellte. Am 9. März 2011 erzielte Love sein 52. Double-Double in Folge und stellte somit einen neuen NBA-Rekord (seit der Zusammenführung der NBA und der ABA) für aufeinanderfolgende Double-Doubles auf. Insgesamt standen am Ende der Saison 64 Double Doubles, womit er bester NBA-Spieler in dieser Statistik war. Love wurde für seine Steigerung am Ende der Saison 2010/11 zum Most Improved Player ausgezeichnet. Er ist der erste Spieler seit 1983, der mehr als 20 Punkte und mehr als 15 Rebounds pro Spiel erzielte. Der letzte, dem dies gelang, war Moses Malone.
In der Saison 2011/12 wurde sein Vertrag um 4 Jahre verlängert, wobei das 4. Jahr eine Spieleroption ist. Am 24. März 2012 stellte er mit 51 Punkten den bisherigen Teamrekord von Kevin Garnett ein. Love erreichte in dieser Saison wieder zweistellige Werte bei Punkten und Rebounds, 48 Double Doubles, womit er Bester in der NBA war, und wurde in das All-Star-Team gewählt. Bei den Olympischen Sommerspielen 2012 in London gewann er mit der US-Auswahl die Goldmedaille.
Aufgrund einer schweren Handverletzung absolvierte Love in der Saison 2012/13 nur 18 Spiele für die Timberwolves. 2014 wurde Love erstmals in die Startaufstellung der Western Conference berufen. Love spielte eine sehr gute Saison und wurde am Ende der Saison in das All-NBA Second Team berufen. Er verpasste mit den Timberwolves jedoch erneut die Playoffsqualifikation.

### Cleveland Cavaliers (seit 2014)
Im Sommer 2014 transferierten die Timberwolves Love im Tausch für die Talente Andrew Wiggins und Anthony Bennett zu den Cleveland Cavaliers. Bei den Cavaliers spielte er an der Seite von LeBron James und Kyrie Irving. Nach einer guten regulären Saison bei den Cavs, mit durchschnittlich 16,4 Punkten und 9,7 Rebounds pro Spiel, verletze sich Love beim Sieg im 4. Spiel in der ersten Runde der Playoffs gegen die Boston Celtics schwer an der Schulter. Er fiel deshalb für den Rest der Playoffs aus. Ohne ihn kamen die Cavaliers bis ins NBA-Finale, verloren dort aber gegen die Golden State Warriors.
2016 erreichte Love mit den Cavaliers das NBA-Finale und gewann an der Seite von James und Irving seine erste NBA-Meisterschaft.

## Erfolge und Auszeichnungen

### NBA
- NBA Champion 2016
- 5× NBA All-Star: 2011, 2012, 2014, 2017, 2018
- 2× All-NBA Second Team: 2012, 2014
- NBA Most Improved Player 2011 (meistverbesserter Spieler)
- Bester Rebounder der Liga: 2011
- NBA All-Rookie Second Team: 2009
- Gewinner des NBA All-Star Weekend Three-Point Shootouts 2012

### International
- Weltmeister 2010 (USA)
- Olympiasieger 2012 (USA)

## NBA-Statistiken

### Reguläre Saison
| Saison   | Team            | GP  | GS  | MPG  | FG % | 3P % | FT % | RPG  | APG | SPG | BPG | PPG  |
| -------- | --------------- | --- | --- | ---- | ---- | ---- | ---- | ---- | --- | --- | --- | ---- |
| 2008–09  | Minnesota       | 81  | 37  | 25.3 | .459 | .105 | .789 | 9.1  | 1.0 | 0.4 | 0.6 | 11.1 |
| 2009–10  | Minnesota       | 60  | 22  | 28.6 | .450 | .330 | .815 | 11.0 | 2.3 | 0.7 | 0.4 | 14.0 |
| 2010–11  | Minnesota       | 73  | 73  | 35.8 | .470 | .417 | .850 | 15.2 | 2.5 | 0.6 | 0.4 | 20.2 |
| 2011–12  | Minnesota       | 55  | 55  | 39.0 | .448 | .372 | .824 | 13.3 | 2.0 | 0.9 | 0.5 | 26.0 |
| 2012–13  | Minnesota       | 18  | 18  | 34.3 | .352 | .217 | .704 | 14.0 | 2.3 | 0.7 | 0.5 | 18.3 |
| 2013–14  | Minnesota       | 77  | 77  | 36.3 | .457 | .376 | .821 | 12.5 | 4.4 | 0.8 | 0.5 | 26.1 |
| 2014–15  | Cleveland       | 75  | 75  | 33.8 | .434 | .367 | .804 | 9.7  | 2.2 | 0.7 | 0.5 | 16.4 |
| 2015–16  | Cleveland       | 77  | 77  | 31.5 | .419 | .360 | .822 | 9.9  | 2.4 | 0.8 | 0.5 | 16.0 |
| 2016–17  | Cleveland       | 60  | 60  | 31.4 | .427 | .373 | .871 | 11.1 | 1.9 | 0.9 | 0.4 | 19.0 |
| 2017–18  | Cleveland       | 59  | 59  | 28.0 | .458 | .415 | .880 | 9.3  | 1.7 | 0.7 | 0.4 | 17.6 |
| 2018–19  | Cleveland       | 22  | 21  | 27.2 | .385 | .361 | .904 | 10.9 | 2.2 | 0.3 | 0.2 | 17.0 |
| 2019–20  | Cleveland       | 56  | 56  | 31.8 | .450 | .374 | .854 | 9.8  | 3.2 | 0.6 | 0.3 | 17.6 |
| 2020–21  | Cleveland       | 25  | 25  | 24.9 | .409 | .365 | .824 | 7.4  | 2.5 | 0.6 | 0.1 | 12.2 |
| 2021–22  | Cleveland       | 74  | 4   | 22.5 | .430 | .392 | .838 | 7.2  | 2.2 | 0.4 | 0.2 | 13.6 |
| 2022–23  | Cleveland/Miami | 62  | 20  | 20.0 | .389 | .334 | .879 | 6.4  | 1.9 | 0.3 | 0.2 | 8.2  |
| 2023–24  | Miami           | 55  | 5   | 16.8 | .440 | .344 | .787 | 6.1  | 2.1 | 0.3 | 0.2 | 8.8  |
| Gesamt   | Gesamt          | 929 | 684 | 29.3 | .439 | .369 | .829 | 10.1 | 2.3 | 0.6 | 0.4 | 16.5 |
| All-Star | All-Star        | 3   | 1   | 21.0 | .500 | .364 | .286 | 6.7  | 1.3 | 1.3 | 0.0 | 10.7 |

### Play-offs
| Saison  | Team      | GP | GS | MPG  | FG % | 3P % | FT % | RPG  | APG | SPG | BPG | PPG  |
| ------- | --------- | -- | -- | ---- | ---- | ---- | ---- | ---- | --- | --- | --- | ---- |
| 2014–15 | Cleveland | 4  | 4  | 26.8 | .415 | .429 | .737 | 7.0  | 2.5 | 0.3 | 0.5 | 14.3 |
| 2015–16 | Cleveland | 20 | 19 | 30.7 | .385 | .414 | .840 | 8.8  | 2.1 | 0.5 | 0.4 | 14.7 |
| 2016–17 | Cleveland | 21 | 21 | 32.1 | .436 | .450 | .840 | 10.6 | 1.7 | 1.2 | 0.9 | 16.8 |
| 2017–18 | Cleveland | 18 | 18 | 31.4 | .392 | .340 | .922 | 10.2 | 1.6 | 0.7 | 0.4 | 14.9 |
| 2022–23 | Miami     | 20 | 18 | 17.9 | .378 | .375 | .875 | 5.6  | 1.2 | 0.5 | 0.4 | 6.9  |
| 2023–24 | Miami     | 5  | 0  | 6.4  | .444 | .250 | —    | 2.8  | 0.8 | 0.0 | 0.0 | 1.8  |
| Gesamt  | Gesamt    | 88 | 80 | 26.7 | .400 | .397 | .855 | 8.3  | 1.6 | 0.6 | 0.5 | 12.6 |

(Quelle: )